# Bruno Lom
Pour les articles homonymes, voir Lom.
 (février 2009).
 (mars 2009).
Si vous disposez d'ouvrages ou d'articles de référence ou si vous connaissez des sites web de qualité traitant du thème abordé ici, merci de compléter l'article en donnant les références utiles à sa vérifiabilité et en les liant à la section « Notes et références ».
Bruno Lom, né le 22 juin 1959 à Morlaàs (Basses-Pyrénées)[réf. nécessaire], est un joueur français de rugby à XV. Il se reconvertit ensuite en tant qu'entraîneur.

## Biographie
À la fin de sa carrière de joueur, il entame une longue transition de reconversion, occupant à la fois le rôle de joueur et d'entraîneur.
Après avoir entrainé l'équipe première du Stade montois en duo avec Patrick Tales, il prend ensuite en charge les équipes de jeunes du club. En 2002, il est sacré champion de France avec l'équipe Crabos, en tandem avec Claude Marson.

## Carrière

### En tant que joueur

#### En club
- 1977-1978 : à 18 ans, il débute en juniors au Stade montois ; il effectue ses premiers matchs en équipe première contre Peyrehorade la même année, et atteint les 16e de finale contre le RC Toulon
- 1978-1979 : équipe première et finale du championnat de France Reichel contre le PUC
- 1978-1985 : équipe première au centre en association avec Patrick Nadal
- 1985-1986 : équipe première au centre avec Philippe Lopez
- 1986-1991 : équipe première du Sport athlétique hagetmautien, en groupe A, au centre. Entraîneur joueur de 1987 à 1990 (avec Jean-Pierre Violle)
- 1991-1992 : entraîneur (avec Jean-Pierre Violle) et joueur ; arrêt de la carrière de joueur sur blessure (opération des cervicales)

#### En équipe nationale
- 1982-1983 : international militaire (Stade montois) Bataillon de Joinville[réf. nécessaire]
- 1984 : international B en 1984 contre la Tunisie[réf. nécessaire]
- 1984 : international A’ tournée en Pologne et Russie[réf. nécessaire]

### En tant qu'entraîneur
Avec le Sport athlétique hagetmautien :
- 1987-1990 : entraîneur joueur de 1987 à 1990 (avec Jean-Pierre Violle)
- 1991-1992 : entraîneur de l’équipe première (avec Francis Descors)

Avec le Sport athlétique saint-séverin :
- 1992 : entraîneur de l'équipe première (avec Jean-Pierre Violle)

Avec le Stade montois :
- 1993-1994 : entraîneur de l’équipe Crabos puis entraîneur de l’équipe première du Stade montois, avec Patrick Tales, en fin de saison
- 1994-1995 : entraîneur de l’équipe première du Stade montois
- 1995-2007 : entraîneur des différentes équipes du club (Crabos, Nationale B, Reichel)
- 2002-2014 : manager sportif des équipes de l'association[2]